# Шёнгарт, Карл Эберхард
Карл Георг Эберхард Шёнгарт (нем. Karl Georg Eberhard Schöngarth; 22 апреля 1903, Лейпциг, Саксония, Германская империя — 16 мая 1946, Хамельн, Нижняя Саксония, Германия), один из руководителей СД и полиции безопасности, бригадефюрер СС и генерал майор полиции (30 января 1943 года), командующий полицией безопасности и СД в Генерал-губернаторстве (Польша), руководитель айнзатцгруппы в Галиции, командующий полицией безопасности и СД в Нидерландах.

## Происхождение, учёба, начало политической деятельности
Отец Шёнгарта был руководителем пивоварни в Эрфурте, мать происходила из сельской окрестности Лейпцига. Шёнгарт имел двух братьев, из которых один рано умер, а другой работал позже в торговле, стал кадровым солдатом и погиб в июне 1944 года под Витебском.
Шёнгарт учился в Высшем реальном училище в Эрфурте и уже тогда в возрасте 17 лет как член добровольческих корпусов Тюрингии принимал участие в Капповском путче 1920 года. В 1921 году он вступил в Младогерманский союз (Jungdeutsche Bund). После получения в 1922 году аттестата зрелости до 1924 года работал банковским служащим в филиале Дойче Банка в Эрфурте. В 1922 году стал членом Союза викингов (Bund Wiking), а 5 ноября 1922 года вступил в только что основанную местную организацию НСДАП в Эрфурте (членский билет № 43.870); одновременно стал членом СА. После гитлеровского «Пивного путча» 1923 года был арестован, обвинялся в подготовке к государственной измене, но затем был освобождён в ходе общей амнистии.
В течение короткого времени (с мая по октябрь 1924 года) служил в Рейхсвере, в пехотном полку в Гиссене). В 1924 году поступил учиться на юриста в университет Лейпцига; в нём обучался 4 семестра, затем один семестр в Грейфсвальде и один семестр в Галле-на-Заале, после чего 12 июля 1928 года сдал экзамен в Верховном земельном суде Наумбурга. Только после полугодового обучения в Институте трудового права в Лейпциге 26 июня 1929 года он получил на Юридическом факультете Лейпцигского университета учёную степень доктора права.
Политикой Шёнгарт в этот период практически не занимался, хотя и состоял членом националистической студенческой корпорации «Germania Leipzig», а также участвовал в съезде НСДАП 1926 года. С января 1929 по декабрь 1931 года он был стажёром в участковом суде и земельном суде в Эрфурте и при Верховном земельном суде Наумбурга. 6 июня 1932 года он сдал государственный экзамен в Берлине и был назначен судебным асессором. Затем до октября 1933 года он работал в качестве помощника судьи в земельных судах Магдебурга, Эрфурта и Торгау.

## Начало карьеры в СС
После прихода в 1933 году нацистов к власти 1 марта 1933 года Шёнгарт вступил в СС (билет № 67 174), а 1 мая 1933 года — вторично в НСДАП (билет № 2 848 857).
Начиная с ноября 1933 года работал в Управлении имперских почт Эрфурта, а 1 ноября 1935 года поступил на службу в пресс-службу Гестапо в Берлине. Позже возглавил реферат по вопросам церкви.
В мае 1936 года назначен начальником Гестапо в Амсберге. Затем был руководителем государственной полиции Дортмунда (в 1937—1938), Билефельда (в 1937—1938), Мюнстера (в 1938—1939). В 1939 году стал инспектором полиции безопасности и СД IV-го Военного округа (Верхняя Саксония) со штаб-квартирой в Дрездене. 9 ноября 1936 года был произведён в унтерштурмфюреры СС, 30 января 1941 года поднялся до оберфюрера СС, а в 1943 году стал бригадефюрером СС.
16 марта 1935 года женился на учительнице Доротее Гросс, которая была на 2 года старше его. 15 октября 1936 года у них родился первый из двух сыновей. Второй сын появился на свет 19 февраля 1940 года.

## Командующий полицией безопасности и СД вГенерал-губернаторстве
30 января 1941 года Шёнгарт был назначен командующим полицией безопасности и СД в Генерал-губернаторстве (со штаб-квартирой в Кракове). Был один из главных организаторов нацистского террора на оккупированной территории Польши, развернул массовые аресты польской интеллигенции, евреев и др. По ходатайству Шёнгарта шеф РСХА Рейнхард Гейдрих дополнительно создал «Айнзацкоманду особого назначения» (нем. «Einsatzkommando zur besonderen Verwendung») для Галиции, которой с 3 июля по 11 августа 1941 года командовал лично Шёнгарт. Штаб айнзатцгруппы располагался во Львове. Эта формирование осуществляло нацистский террор в Галиции прежде всего в отношении евреев и местной интеллигенции. В частности, на Шёнгарта и его айнзатцкоманду возлагают ответственность за массовые убийства представителей польской интеллигенции Львова («убийство львовских профессоров»), совершённые в июле 1941 года.
В ноябре 1941 года Шёнгарт создал «стрелковую команду», задачей которой было стрелять в евреев, которые встречались вне еврейских гетто.
20 января 1942 года представлял Генерал-губернаторство на Ванзейской конференции, на которой обсуждались меры по реализации «Окончательного решения еврейского вопроса».
В июне 1943 года принимал участие в «Enterdungsaktion» — акции по уничтожению следов деятельности оперативных групп полиции безопасности и СД путём вскрытия братских могил и сжигания трупов. Осуществляла эту акцию зондеркоманда 1005 под руководством штандартенфюрера СС Пауля Блобеля.
После отставки 9 июля 1943 года с поста командующего полицией безопасности и СД в Генерал-губернаторстве Шёнгарт был переведён в 4-ю полицейскую моторизованную дивизию СС, дислоцированную в Греции.

## Командующий полицией безопасности и СД в Нидерландах
В июле 1944 года Шёнгарт был назначен командующим полицией безопасности и СД в Нидерландах. Непосредственным начальником его там был высший руководитель СС и полиции и генеральный комиссар по вопросам безопасности Рейхскомиссариата Нидерланды Ганс Альбин Раутер. На этой своей должности Шёнгарт значительную часть своих сил уделял борьбе с усилившимся после открытия Второго фронта нидерландским Движением Сопротивления, а также продолжал политику отправки нидерландских евреев в концентрационные лагеря в Германии (в том числе в Освенцим). Когда в ночь с 6 на 7 марта 1945 года нидерландская группа Сопротивления совершила покушение на Г. Раутера, по приказу Шёнгарта в разных частях страны было казнено 263 заключённых в качестве «ответной меры».

## После войны
После поражения Германии Шёнгарт был арестован британскими войсками. На суде в Бургштейнфурте в феврале 1946 года британский армейский трибунал осудил его и 6 его сотрудников за убийство 21 ноября 1944 года парашютистов союзников у Энсхеде. На основе этого обвинения Шёнгарт был приговорён к смертной казни и повешен 16 мая 1946 в тюрьме Хамельна.

## Награды
- Крест Военных заслуг I класса с мечами
- Крест Военных заслуг II класса с мечами
- Германский спортивный значок
- Кольцо «Мёртвая голова»
- Почётная шпага рейхсфюрера СС